# Google Talk
Pour les articles homonymes, voir GT.
Chronologie des versions
Google Hangouts
Google Talk est un ancien freeware et service de messagerie instantanée et de voix sur IP exploitant le protocole XMPP (Jabber), développé par la société Google et sorti en version bêta le 24 août 2005. Google Talk désigne à la fois le service et le logiciel client permettant de se connecter à ce service. En 2013, Google Talk a été abandonné et remplacé par Google Hangouts. En 2017, Google a officialisé l'arrêt de Hangouts qui a été ainsi remplacé par Google Meet et Google Chat.
Le logiciel Google Talk était disponible pour :
- Windows 2000, 2003, XP, Vista, 7 ;
- la version 2006 du PDA Nokia 770 qui fonctionne sous Linux ;
- les téléphones mobiles équipés des systèmes BlackBerry OS, Android et iOS ;
- toute plate-forme supportant Flash, grâce au Google Talk Gadget.

Son interface tentait de se distinguer par son aspect simple et léger.
Google Talk fonctionne toujours sur Mac avec l'application Messages incluse dans le système. Pour l'activer, il convient de lier son Mac à son compte Google dans les Préférences Système à l'aide de l'outil comptes Internet.[réf. souhaitée]

## Protocole standard ouvert
Google Talk utilisait le protocole standard et ouvert XMPP tout en encourageant à utiliser son propre client afin de se connecter au service Google Talk.
De par l'utilisation d'un protocole ouvert, on pouvait aussi se connecter au service de messagerie instantanée Google Talk à partir d'un client Jabber standard. La voix sur IP n'était toutefois pas disponible. La communication inter-serveur Jabber (« s2s », pour « server to server ») a été implémentée dans le service de Google Talk le 17 janvier 2006, Google Talk était donc ouvert à l'ensemble du réseau Jabber public mondial (réseau dit « fédéré »).
Un partenariat a été créé entre AOL et Google pour permettre à Gtalk et AIM d'être inter-opérables.

## Voix
La voix sur IP utilisait le protocole ouvert Jingle en cours de standardisation et des codecs libres (speex) et propriétaires (GIPS).

## Intégration dans Gmail
En 2005, Google Talk a bénéficié d'une intégration de ses services dans Gmail. Il y est devenu possible d'utiliser la plupart des fonctions de messagerie instantanée depuis le service de courriel en ligne de Google, ce qui pouvait entre autres permettre de chatter tout en consultant ses courriels ou vice versa, mais surtout de pouvoir faire cela sur quasiment tout système d'exploitation et avec tout type de navigateur (Google Chrome, Firefox, Opera, etc.). De plus, Gmail offrait par défaut la possibilité de conserver l'intégralité des conversations effectuées via ce service Google Talk intégré. En France, la fonctionnalité a été déployée en février 2006.

## Intégration dansGoogle+
Depuis son lancement, le service social de Google intègre également un module de discussion instantanée semblable à celui de GMail, à la différence qu'on peut y choisir avec quels "Cercles" on veut discuter.

## Technique
Google a annoncé que le but principal du service Google Talk est l'interopérabilité. Google Talk utilisait Jabber/XMPP pour fournir une messagerie instantanée extensible. Depuis janvier 2006, Google Talk permettait les communications de serveur à serveur, et ainsi les utilisateurs de Google Talk pouvaient parler aux utilisateurs d'autres serveurs Jabber publics du monde entier.
Le 15 décembre 2005, Google a publié libjingle, une bibliothèque logicielle libre écrite en C++ mettant en œuvre Jingle, un ensemble d'extensions à XMPP pour le support de la voix sur IP (VoIP), et à terme le transfert de fichiers et la vidéo entre autres (Jingle est un protocole d'initialisation de session multimédia).
Google Talk ne chiffrait pas le flux Jabber, mais utilisait à la place une manière non documentée et non standard de s'authentifier au service, en récupérant un jeton d'un serveur web sécurisé. Les clients autres que celui de Google devaient sécuriser leurs flux avec TLS avant d'envoyer le mot de passe, ce qui fait qu'ils restaient chiffrés pendant toute la session.
Les options configurables étaient volontairement très limitées. Le client officiel propose la désinstallation du logiciel Gmail Notifier, dont il remplit les mêmes fonctions et ajoute de nouvelles options.
Google Talk proposait, comme certains clients de messagerie instantanée, le support des thèmes de fenêtres de discussion. Pour cela, il utilisait le même système de thème créé initialement pour Adium mais également utilisé par Kopete et par Skype pour Mac OS X. Ce système de thème est basé sur du XHTML et du CSS.
Enfin, depuis avril 2007, GoogleTalk pouvait être embarqué sur n'importe quelle page web, grâce à une ligne de JavaScript à placer dans la page en question.

## Fonctionnalités
Google Talk intégrait diverses fonctionnalités telles que : discussions un à un, « groupchat » (discussions à plusieurs), transfert de fichiers, voix, affichage de la musique écoutée (uniquement compatible avec Winamp, Windows Media Player, iTunes et Yahoo! Music Engine), notifications des courriels reçus dans Gmail et possibilité d'en consulter en cliquant dessus (lien https), intégration dans Gmail (interface web), avatars, messagerie vocale (en anglais « voicemail ») - même si le contact est hors ligne -, émoticônes, l'icône dans la barre des tâches est : grise lorsque l'on n'est pas connecté ; blanche lorsque l'on est connecté ; blanche munie d'un M rouge (logo de Gmail) lorsqu'un courriel n'a pas été lu.